# Гуйганов Олександр Михайлович
Олександр Михайлович Гуйганов (нар. 20 серпня 1962, Севастополь, УРСР) — радянський та український футболіст та тренер, захисник та півзахисник.

## Клубна кар'єра
Вихованець ДЮСШОР міста Севастополь, перший тренер — В.Є. Літвінов. З 1979 році виступав у севастопольській «Атлантиці». У дебютному сезоні зіграв 10 матчів у другій союзній лізі, наступного сезону в складі севастопольців відзначився дебютним голами у професіональному футболі (3 голи). У 1981 році перейшов до київського |«Динамо», але через величезну конкуренцію в основному складі змушений був виступати лище в дублюючому складі. Олександр отримав шанс проявити себе лише в 1983 році. 3 травня 1983 року Гуйганов дебютував у футболці першої команди столичних «динамівців» у нічийному поєдинку 8-о туру Вищої ліги чемпіонату СРСР проти мінського «Динамо». Гуйганов вийшов у стартовому складі та відіграв увесь матч, також отримав жовту картку. Того сезону зіграв 8 матчів у вищій лізі радянського чемпіонату, ще 1 голом відзначився в першості дублерів. Проте з ініціативи Валерія Лобановського Олександра Гуйганова, Ігора Савельєва та Олександра Ісаєва відправили набиратися досвіду в нижчолігових клубах. Тому, після запрошення Анатолія Конькова, Олександр почав тренуватися в складі сімферопольської «Таврії», де тренувався під керівництвом Геннадія Логофета. У команді швидко став основним футболістом, у першій лізі СРСР зіграв 39 матчів та відзначився 2-ма голами. Наступний сезон розпочав у складі дніпропетровського «Дніпра», але напередодні матчу Кубку європейських чемпіонів проти «Бордо» отримав важку травму, через що не міг тренуватися протягом тривалого періоду часу. Після відновлення від травми виступав лише за дубль «дніпрян» (11 матчів, 1 гол).
Решту сезону 1985 року провів у рідній «Атлантиці». Наступного сезону продовжив виступи в севастопольському клубу. За цей час у Другій союзній лізі зіграв 41 матч та відзначився 7-ма голами. По ходу сезону 1986 року приєднався до головної команди Кримського півострова, сімферопольської «Таврії». На той час у складі кримців виступали такі футболісти: Борис Білошапка, Віктор Галустов, Ігор Ляпін, Сергій Причиненко, Ігор Леонов, Сегій Шевченко, Олег Серебрянський та інші. Разом з «таврійцями» дійшов до 1/2 фіналу кубку СРСР, де Олександру зламали ніс. У складі «кримців» виступав до 1990 року. За цей час у футболці «Таврії» в першій лізі зіграв 148 матчів та відзначився 6-ма голами, ще 5 поєдинків (1 гол) провів у кубку СРСР. У 1991 році перейшов до вищолігового запорізького «Металурга». Дебютував у футболці запорожців 11 березня 1991 року в переможному (2:1) домашньому поєдинку 1-го туру проти московського «Спартака». Олександр вийшов на поле в стартовому складі, а на 67-ій хвилині його замінив Віктор Скрипник. Того сезону у союзній «вишці» Гуйганов відіграв 16 матчів.
У 1991 році, після розпаду СРСР, відправився до Польщі, де до 1994 року захищав кольори місцевого клубу ГКС (Белхатув). У польському чемпіонаті зіграв 20 матчів та відзначився 2-а голами.
У 1994 році повернувся до Криму, де підписав контракт з друголіговою севастопольською «Чайкою». У другій лізі чемпіонату України дебютував 14 травня 1994 року в програному (0:2) домашньому поєдинку 34-о туру проти одеського «Чорноморця-2». Гуйганов вийшов на поле в стартовому складі, а на 79-й хвилині його замінив Леонід Коваленко. Єдиним голом у футболці севастопольців відзначився 18 листопада 1994 року на 76-й хвилині переможного (2:0) домашнього поєдинку 22-о туру проти заворізького «Віктора». Олександр вийшов у стартовому складі та відіграв увесь матч. У складі «Чайки» зіграв 31 матч та відзначився 1 голом. Другу частину сезону 1994/95 років розпочав у вищоліговому запорізькому «Металурзі». У «вишці» дебютував 4 березня 1995 року в нічийному (0:0) виїзному поєдинку 18-о туру проти криворізького «Кривбасу». Гуйганов вийшов у стартовому складі, але вже на 32-й хвилині його замінив Сергій Ключик.
У 1996 році переїхав до Росії, де підписав контракт з першоліговим нижньокамським «Нафтохіміком». Дебютував за «нафтовиків» 7 квітня 1996 року в програному (1:2) виїзному поєдинку 1-о туру проти «Спартака» (Нальчик). Олександр вийшов у стартовому складі та відіграв увесь матч. Загалом у складі російського клубу зіграв 7 матчів у першій лізі.
У сезоні 1998/99 років зіграв 1 матч в аматорському чемпіонаті України за «Гірник» (Балаклава). З 2005 по 2006 років виступав за аматорські севастопольські клуби «Авліта», «Кримнафтосервіс» та «Компас».

## Кар'єра в збірній
У 1984 році викликався до складу молодіжної збірної СРСР.

## Тренерська діяльність
По завершенні ігрової кар'єри розпочав тренерську діяльність. Спочатку працював помічником у Валерія Петрова в севастопольській «Чайці», а з жовтня й до завершення 2001 року виконував обов'язки головного тренера клубу. Пізніше знову працював помічником головного тренера у цьому ж клубі. У 2002 році, після реорганізації клубу, був запрошений на посаду асистента Валерія Петрова в ПФК «Севастополь». Після відходу Петрова зі своєї посади, виконував обов'язки головного тренера севастопольців. По завершенні сезона 2004/05 років був замінений на Сергія Пучкова. Після цього працював на різних посадах у севастопольському клубі.

## Особисте життя
Має сина, Матвія Гуйганова, який також став професіональним футболістом.